# Spielvereinigung Unterhaching
L'Spielvereinigung Unterhaching és un club de futbol alemany de la ciutat de Unterhaching a l'estat de Baviera.

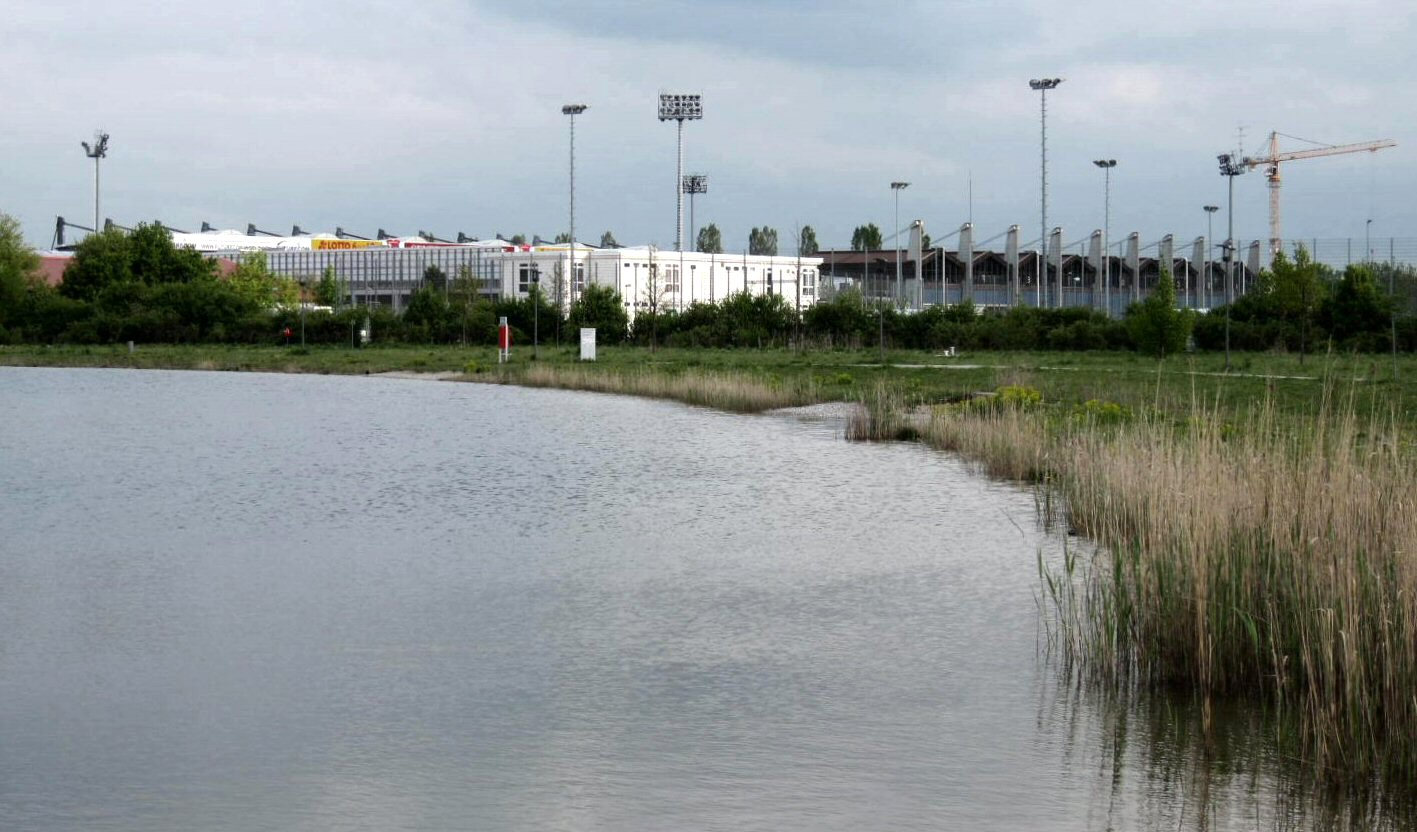
Sportpark Unterhaching, nord.

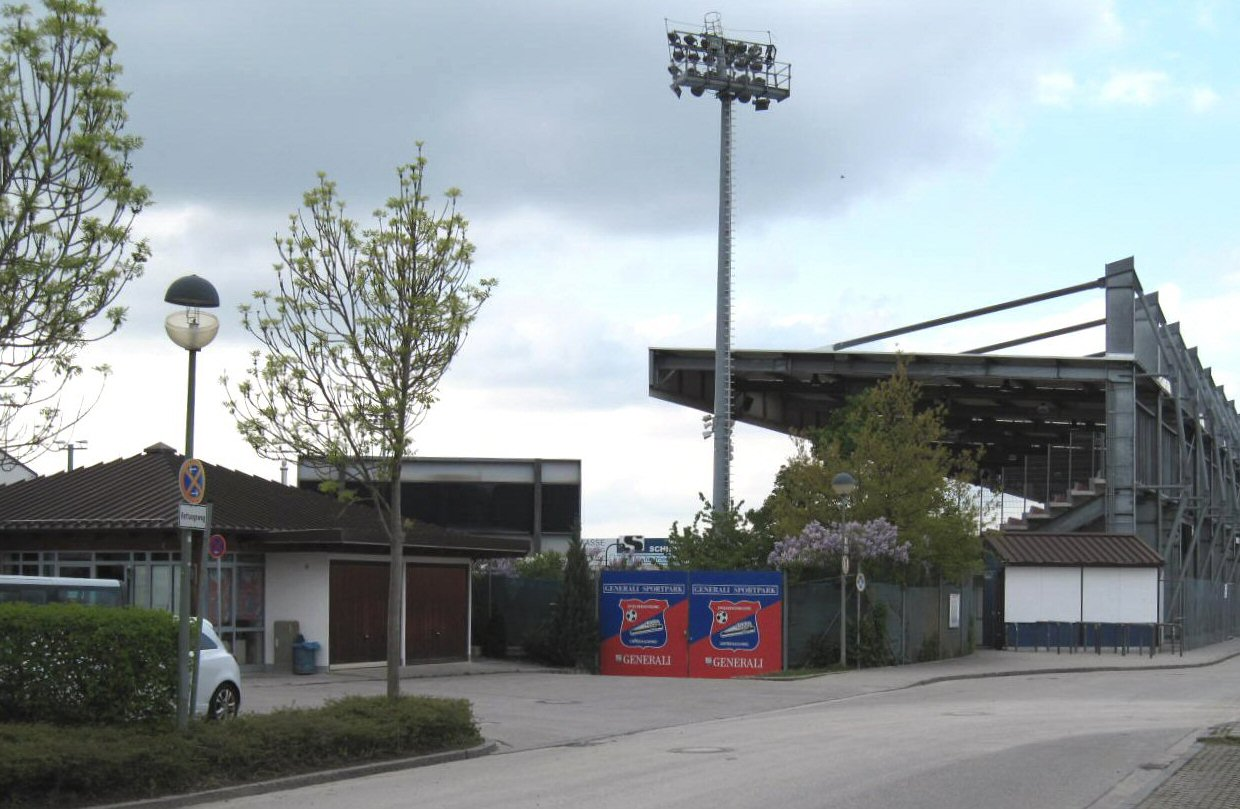
Sportpark Unterhaching, sud.

## Història
El club nasqué del club gimnàstic TSV Hachinger, del qual se separà el SpVgg Unterhaching com a club independent l'1 de gener de 1925. L'any 1933 fou dissolt pel règim nazi, no essent reactivat fins al final de la II Guerra Mundial. L'equip romangué com a modest club amateur fins que assolí l'ascens a la Bezirksliga el 1977. Dos anys més tard ascendí a la Landesliga Bayern-Süd i el 1981 a l'Oberliga Bayern (III divisió). El 1989 ascendí per primer cop a la 2. Bundesliga, i el 1992 repetí aquesta categoria per segon cop. El tercer ascens a segona fou l'any 1995 després de guanyar la Regionalliga Süd (III). Després d'una segona posició a Segona el 1999, ingressà a la Bundesliga, on ja hi eren els altres clubs de la regió, FC Bayern de Múnic i Munic 1860. L'equip jugà dues temporades a la primera divisió, passant el 2001 novament a la 2. Bundesliga, combinant des d'aleshores aquesta categoria, juntament amb la Regionalliga Süd i la 3. Liga.

## Bobsleigh

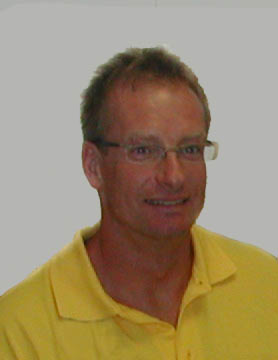
Christoph Langen, esportista més destacat del club.

El 1975 fou fundada la secció de bobsleigh del club per Anton Schrobenhauser († 1982), secció que ell mateix presidí fins a 1979. Des d'aleshores ha estat una de les seccions que més títols ha guanyat per al club, tant a nivell nacional com a nivell internacional.
El corredor de bobsleigh Christoph Langen és l'esportista amb més medalles olímpiques i campionats del món del club. Destaquen:
- Jocs Olímpics, 2 homes: 2002 (or); 1992, 1998 (bronze)
- Jocs Olímpics, 4 homes: 1998 (or)
- Campionats del Món, 2 homes: 1993, 1995, 1996, 2000, 2001
- Campionats del Món, 4 homes: 1996, 2001
- Copes del Món, 2 homes: 1996, 1999, 2004
- Copes del Món, 4 homes: 1996, 1999
- Campionats d'Europa, 2 homes: 1994, 1995, 1996, 2001, 2004
- Campionats d'Europa, 4 homes: 1996, 1999

## Palmarès

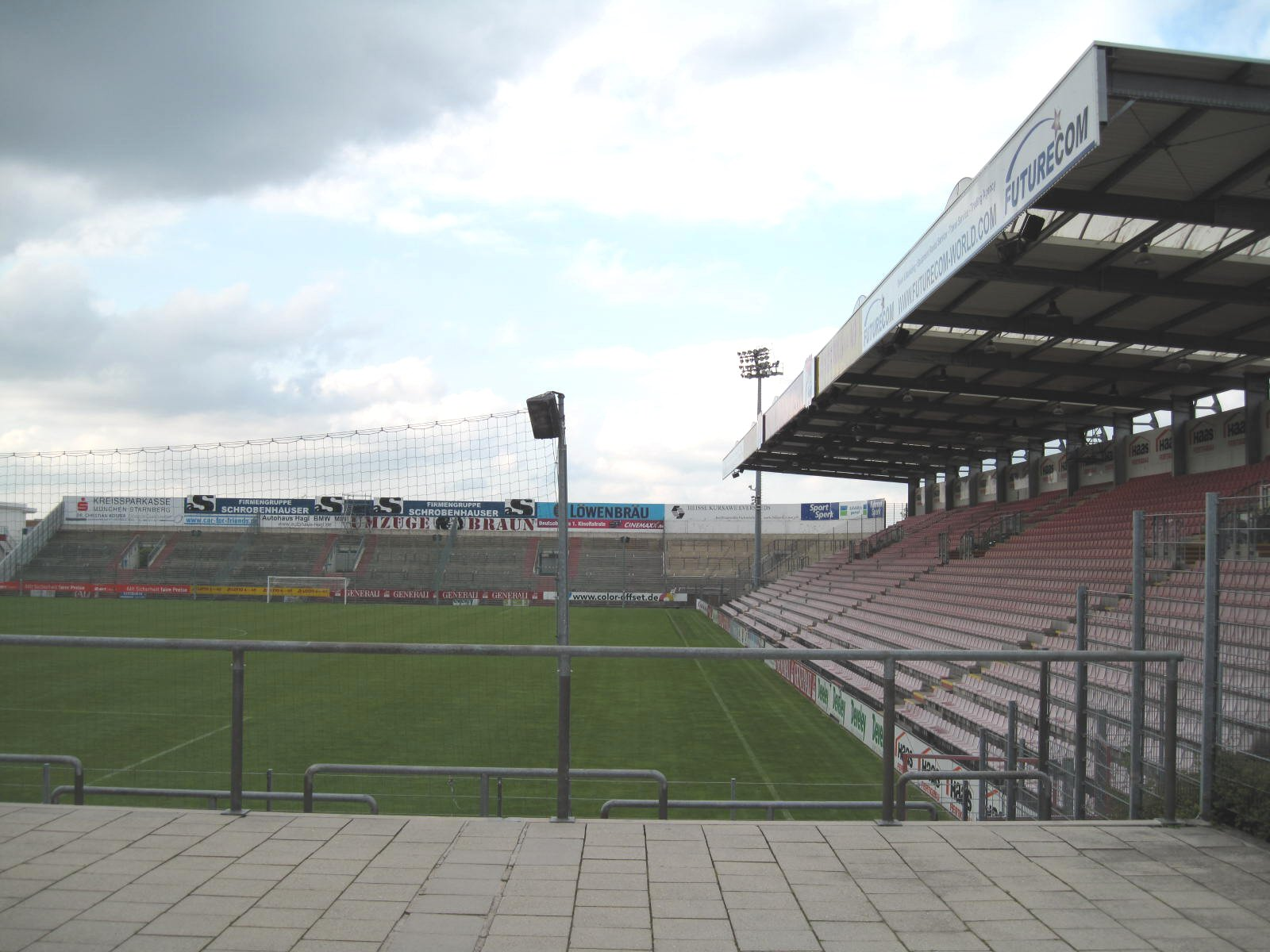
Sportpark Unterhaching.

- Regionalliga Süd (III)
  - 1995, 2003
- Oberliga Bayern (III)
  - 1983, 1988, 1989, 1992
- Landesliga Bayern-Süd (IV)
  - 1981
- Bezirksoberliga Oberbayern (VI)
  - 1999
- Copa de Baviera
  - 2008, 2012
- Copa Oberbayern
  - 2004, 2008, 2009

## Futbolistes

### Plantilla 2024-25
A 23 gener 2025
| N. | Pos. | Nac. | Jugador                                  |
| -- | ---- | --- | ---------------------------------------- |
| 1  | POR  | [[Fitxer:Flag of Germany.svg\|23x15px\|border \|alt=Alemanya\|link=Selecció de futbol d'Alemanya\|{{#if:\|]]                              | Konstantin Heide                         |
| 2  | DEF  | [[Fitxer:Flag of the Czech Republic.svg\|23x15px\|border \|alt=República Txeca\|link=Selecció de futbol de la República Txeca\|{{#if:\|]] | Viktor Zentrich                          |
| 3  | DEF  | [[Fitxer:Flag of Germany.svg\|23x15px\|border \|alt=Alemanya\|link=Selecció de futbol d'Alemanya\|{{#if:\|]]                              | Max Lamby                                |
| 4  | DEF  | [[Fitxer:Flag of Germany.svg\|23x15px\|border \|alt=Alemanya\|link=Selecció de futbol d'Alemanya\|{{#if:\|]]                              | Ben Schlicke                             |
| 7  | MIG  | [[Fitxer:Flag of Germany.svg\|23x15px\|border \|alt=Alemanya\|link=Selecció de futbol d'Alemanya\|{{#if:\|]]                              | Robin Littig                             |
| 8  | MIG  | [[Fitxer:Flag of Germany.svg\|23x15px\|border \|alt=Alemanya\|link=Selecció de futbol d'Alemanya\|{{#if:\|]]                              | Manuel Stiefler                          |
| 9  | DAV  | [[Fitxer:Flag of Germany.svg\|23x15px\|border \|alt=Alemanya\|link=Selecció de futbol d'Alemanya\|{{#if:\|]]                              | Julian Kügel                             |
| 10 | MIG  | [[Fitxer:Flag of Germany.svg\|23x15px\|border \|alt=Alemanya\|link=Selecció de futbol d'Alemanya\|{{#if:\|]]                              | Sebastian Maier                          |
| 11 | DAV  | [[Fitxer:Flag of Germany.svg\|23x15px\|border \|alt=Alemanya\|link=Selecció de futbol d'Alemanya\|{{#if:\|]]                              | Thomas Winklbauer                        |
| 14 | DAV  | [[Fitxer:Flag of Germany.svg\|23x15px\|border \|alt=Alemanya\|link=Selecció de futbol d'Alemanya\|{{#if:\|]]                              | Luc Ihorst                               |
| 15 | DEF  | [[Fitxer:Flag of Germany.svg\|23x15px\|border \|alt=Alemanya\|link=Selecció de futbol d'Alemanya\|{{#if:\|]]                              | Timon Obermeier                          |
| 17 | DAV  | [[Fitxer:Flag of Germany.svg\|23x15px\|border \|alt=Alemanya\|link=Selecció de futbol d'Alemanya\|{{#if:\|]]                              | Fabio Torsiello (cedit pel Darmstadt 98) |
| 18 | DAV  | [[Fitxer:Flag of Germany.svg\|23x15px\|border \|alt=Alemanya\|link=Selecció de futbol d'Alemanya\|{{#if:\|]]                              | Tim Hannemann                            |
| 20 | DAV  | [[Fitxer:Flag of Germany.svg\|23x15px\|border \|alt=Alemanya\|link=Selecció de futbol d'Alemanya\|{{#if:\|]]                              | Alexander Leuthard                       |
| 22 | POR  | [[Fitxer:Flag of Germany.svg\|23x15px\|border \|alt=Alemanya\|link=Selecció de futbol d'Alemanya\|{{#if:\|]]                              | Fabian Scherger                          |
| 23 | DEF  | [[Fitxer:Flag of Germany.svg\|23x15px\|border \|alt=Alemanya\|link=Selecció de futbol d'Alemanya\|{{#if:\|]]                              | Markus Schwabl (capità)                  |
| 24 | POR  | [[Fitxer:Flag of Germany.svg\|23x15px\|border \|alt=Alemanya\|link=Selecció de futbol d'Alemanya\|{{#if:\|]]                              | Kai Eisele                               |

| N. | Pos. | Nac. | Jugador                                            |
| -- | ---- | --- | -------------------------------------------------- |
| 25 | DAV  | [[Fitxer:Flag of Germany.svg\|23x15px\|border \|alt=Alemanya\|link=Selecció de futbol d'Alemanya\|{{#if:\|]]           | Lenn Jastremski                                    |
| 26 | MIG  | [[Fitxer:Flag of Germany.svg\|23x15px\|border \|alt=Alemanya\|link=Selecció de futbol d'Alemanya\|{{#if:\|]]           | Andy Breuer                                        |
| 27 | DEF  | [[Fitxer:Flag of Germany.svg\|23x15px\|border \|alt=Alemanya\|link=Selecció de futbol d'Alemanya\|{{#if:\|]]           | Tim Hoops                                          |
| 29 | DAV  | [[Fitxer:Flag of Germany.svg\|23x15px\|border \|alt=Alemanya\|link=Selecció de futbol d'Alemanya\|{{#if:\|]]           | Leander Popp (cedit pel Greuther Fürth)            |
| 30 | MIG  | [[Fitxer:Flag of Germany.svg\|23x15px\|border \|alt=Alemanya\|link=Selecció de futbol d'Alemanya\|{{#if:\|]]           | Simon Skarlatidis                                  |
| 31 | DAV  | [[Fitxer:Flag of Germany.svg\|23x15px\|border \|alt=Alemanya\|link=Selecció de futbol d'Alemanya\|{{#if:\|]]           | Florian Schmid                                     |
| 32 | MIG  | [[Fitxer:Flag of Germany.svg\|23x15px\|border \|alt=Alemanya\|link=Selecció de futbol d'Alemanya\|{{#if:\|]]           | Nick Kaulfers                                      |
| 33 | DEF  | [[Fitxer:Flag of Germany.svg\|23x15px\|border \|alt=Alemanya\|link=Selecció de futbol d'Alemanya\|{{#if:\|]]           | Maximilian Hennig (cedit pel Bayern Munich sub-19) |
| 34 | DEF  | [[Fitxer:Flag of Germany.svg\|23x15px\|border \|alt=Alemanya\|link=Selecció de futbol d'Alemanya\|{{#if:\|]]           | Tim Knipping (cedit pel SV Sandhausen)             |
| 37 | DAV  | [[Fitxer:Flag of Croatia.svg\|23x15px\|border \|alt=Croàcia\|link=Selecció de futbol de Croàcia\|{{#if:\|]]            | Noa-Gabriel Šimić                                  |
| 38 | MIG  | [[Fitxer:Flag of South Africa.svg\|23x15px\|border \|alt=Sud-àfrica\|link=Selecció de futbol de Sud-àfrica\|{{#if:\|]] | Boipelo Mashigo                                    |
| 39 | DEF  | [[Fitxer:Flag of Germany.svg\|23x15px\|border \|alt=Alemanya\|link=Selecció de futbol d'Alemanya\|{{#if:\|]]           | Dennis Waidner                                     |
| 42 | DAV  | [[Fitxer:Flag of Germany.svg\|23x15px\|border \|alt=Alemanya\|link=Selecció de futbol d'Alemanya\|{{#if:\|]]           | Gibson Adu (cedit pel Bayern de Múnic)             |
| 43 | MIG  | [[Fitxer:Flag of Germany.svg\|23x15px\|border \|alt=Alemanya\|link=Selecció de futbol d'Alemanya\|{{#if:\|]]           | Felix Lautenbacher                                 |
| 47 | MIG  | [[Fitxer:Flag of Germany.svg\|23x15px\|border \|alt=Alemanya\|link=Selecció de futbol d'Alemanya\|{{#if:\|]]           | Wesley Krattenmacher                               |
| 49 | DEF  | [[Fitxer:Flag of Germany.svg\|23x15px\|border \|alt=Alemanya\|link=Selecció de futbol d'Alemanya\|{{#if:\|]]           | Nils Ortel                                         |